# Kim Sok-čin
Kim Sok-čin, korejsky 김석진, anglický přepis: Kim Seok-jin, uměleckým jménem Jin (* 4. prosince 1992 Kwačchon), je jihokorejský zpěvák, textař a tanečník. V roce 2013 debutoval jako člen jihokorejské skupiny BTS. V roce 2018 byl společností Gallup Korea v kategorii Nejznámější idol zařazen na 11. místo v Jižní Koreji.